# صینم اونسال
صینم اونسال (به ترکی استانبولی: Sinem Ünsal) (زادهٔ ۲۱ ژوئن ۱۹۹۳) بازیگر اهل ترکیه است.
وی از سال ۲۰۱۷ میلادی تاکنون مشغول فعالیت بوده است از مهم‌ترین کارهایی که او در آن ایفای نقش کرده است می‌توان به عشق سیاه و سفید، دکتر معجزه‌گر و شهر دور اشاره کرد.